# Zsebkendő

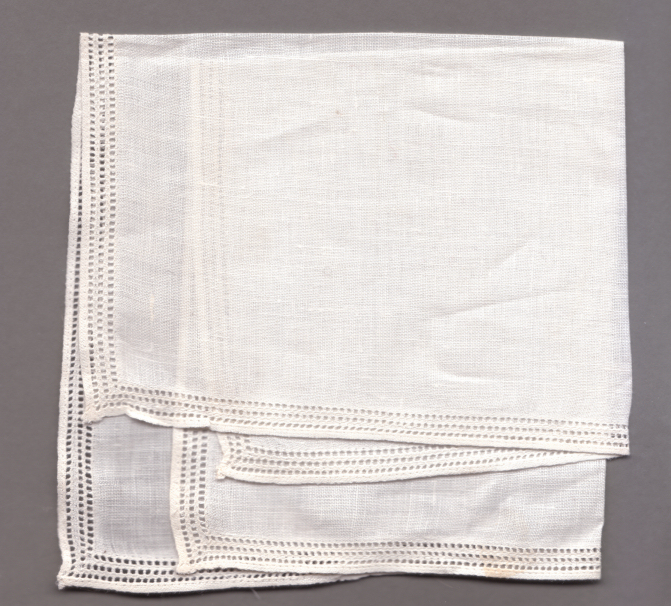
Vászon zsebkendő

A zsebkendő gyakran mintás szegélyű, négyzetes alakú, beszegett szövetdarab, amely selyemből, lenből vagy pamutból készül. A selyemzsebkendők inkább csak dísztárgyaknak tekinthetők.

## A zsebkendő sajátosságai
Zsebkendőnek legalkalmasabb anyag a len, mert merevségénél fogva nem gyűrődik olyan gyorsan, sok nedvességet vesz fel és könnyen kimosható. A finom fonalból készült zsebkendőket batiszt zsebkendőnek nevezik. A 19. századig leggyakrabban fehér színű zsebkendőt használtak, sokszor kék színűt is, de manapság már szinte mindenféle mintával és színvariációban előfordul. 
Eredetileg nem orrfúvásra, hanem inkább a verejték törlésére használták. Modern változata az egyszeri használatra gyártott, eldobható papír zsebkendő.

### Keszkenő
A zsebkendő régebbi, díszesebb változata a késő-középkori eredetű keszkenő (kézbevaló kendő). Jellegzetes dísze a szélére varrt (többnyire horgolt) fehér csipke. A széléhez hímzés, rátét, sarkába a 19. század vége óta monogram is kerülhet.
Magyarországon a reneszánsz korból származó ábrázolásokon az úrinők elengedhetetlen kelléke. Magyaros (virág)motívumokkal díszített, gondosan hímzett kendőcske.A 20. század elejéig szerelmi zálog, jegyajándék gyanánt is szolgált. A régi magyar hagyományok szerint a lány keszkenőjét, avagy jegykendőjét ajándékozza a kedvesének örök hűsége jeléül.

## Zsebkendőnyelv
A 19. században a táncos, társas eseményeken, bálokon résztvevő fiatalok körében kialakult sajátos kommunikációs formák (virág-, kesztyű, legyezőnyelv stb.) sorába illeszkedett a zsebkendőnyelv. Mindez a szavak nélküli, nagyobb távolságból történő udvarlást, flörtölést tette lehetővé. 